# شركة بالم
شركة بالم (بالإنجليزية: Palm, Inc.)‏ هي شركة أمريكية متخصصة في تصنيع المساعد الرقمي الشخصي (PDA) وغيرها من الإلكترونيات. وهي من صمم بالم بايلوت (PalmPilot) الذي كان أول مساعد رقمي شخصي ناجح والذي سوق في كافة أرجاء العالم، فضلا عن تريو 600، واحد من الهواتف الذكية الأولى. كما طورت بالم عدة إصدارات من نظام تشغيل بالم لأجهزة المساعد الرقمي الشخصي والهواتف الذكية. وكانت الشركة مسؤولة أيضا عن الإصدارات الأولى من ويب أو إس، وهو أول نظام تشغيل متعدد المهام للهواتف الذكية، و enyo.js، إطار لتطبيقات إتش تي إم إل 5.
في يوليو 2010، تم شراء بالم من قبل هيوليت باكارد (HP) وفي عام 2011 أعلنت مجموعة جديدة من منتجات ويب أو إس. ولكن بعد مبيعات ضعيفة، أعلن الرئيس التنفيذي لشركة (HP) ليو أبوثيكر في أغسطس 2011 أنه سينهي إنتاج ودعم أجهزة بالم وويب أو إس، مما أدى إلى نهاية العلامة التجارية بالم بعد 19 عاما.
في أكتوبر 2014، باعت هيوليت باكارد العلامة التجارية بالم «لشركة شيلف» والمرتبطة بشركة الالكترونيات تي سي إل. بعد فترة وجيزة، أكدت «تي سي إل» خططها لإحياء العلامة التجارية بالم في المستقبل.

## روابط خارجية
- الموقع الرسمي
- Palm Historical SEC Filings